# 博蒂灣
博蒂灣（英語：Bothy Bay），是南極洲的海灣，位於南設得蘭群島的喬治王島，處於方末島東南面1.3公里的菲爾德斯半島西北面，在1977年由英國南極名稱諮詢委員會命名，現時由南極條約體系管理。